# Hansaviertel (Frankfurt nad Odrą)
Hansaviertel lub Hansa Nord – dzielnica w północno-centralnej części Frankfurtu nad Odrą. W 2015 roku liczyła 4130 mieszkańców. Hansaviertel potocznie jest także nazywana „rosyjską dzielnicą” z racji, że ludność pochodzenia głównie rosyjskiego związana z radziecką jednostką wojskową we Frankfurcie osiedlała się tam, a część zamieszkuje do dziś. Są tu też ulice takie jak Moskauer Straße czy Witebsker Straße.

## Osiedla
Hansaviertel składa się z osiedli:
- Seniorenheim der Caritas,
- Hansa-Siedlung,
- Moskauer Straße,
- Warschauer Straße,
- Sportstätten/ SMC.

## Demografia
Źródło: 

## Galeria

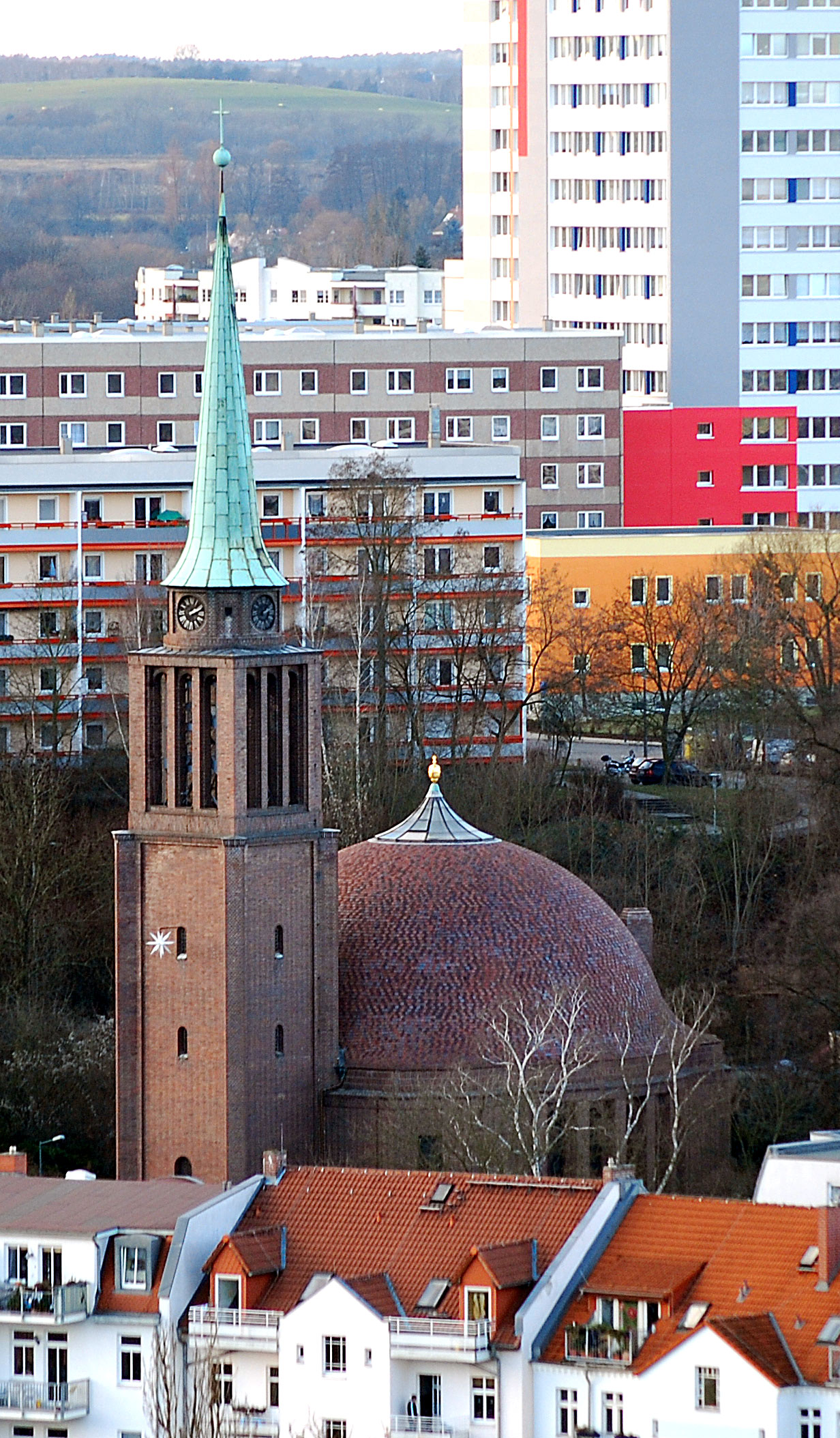
Kościół św. Jerzego, który leży już na terenie Lebuser Vorstadt, a w tle zabudowania Hansaviertel.
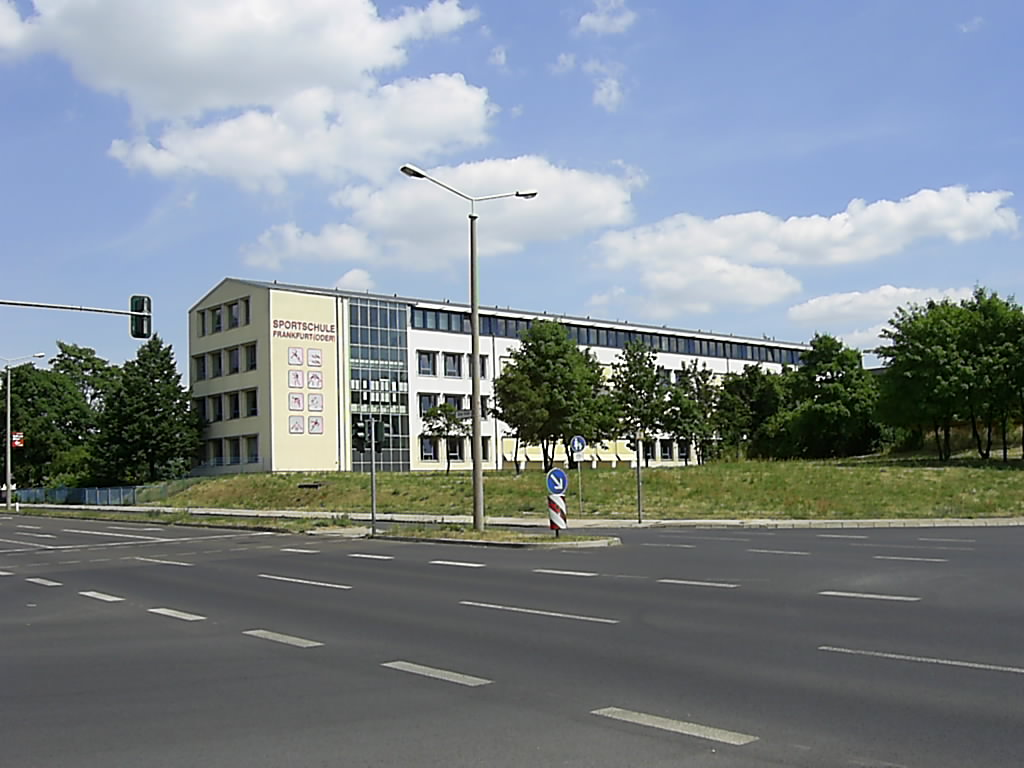
Szkoła sportowa
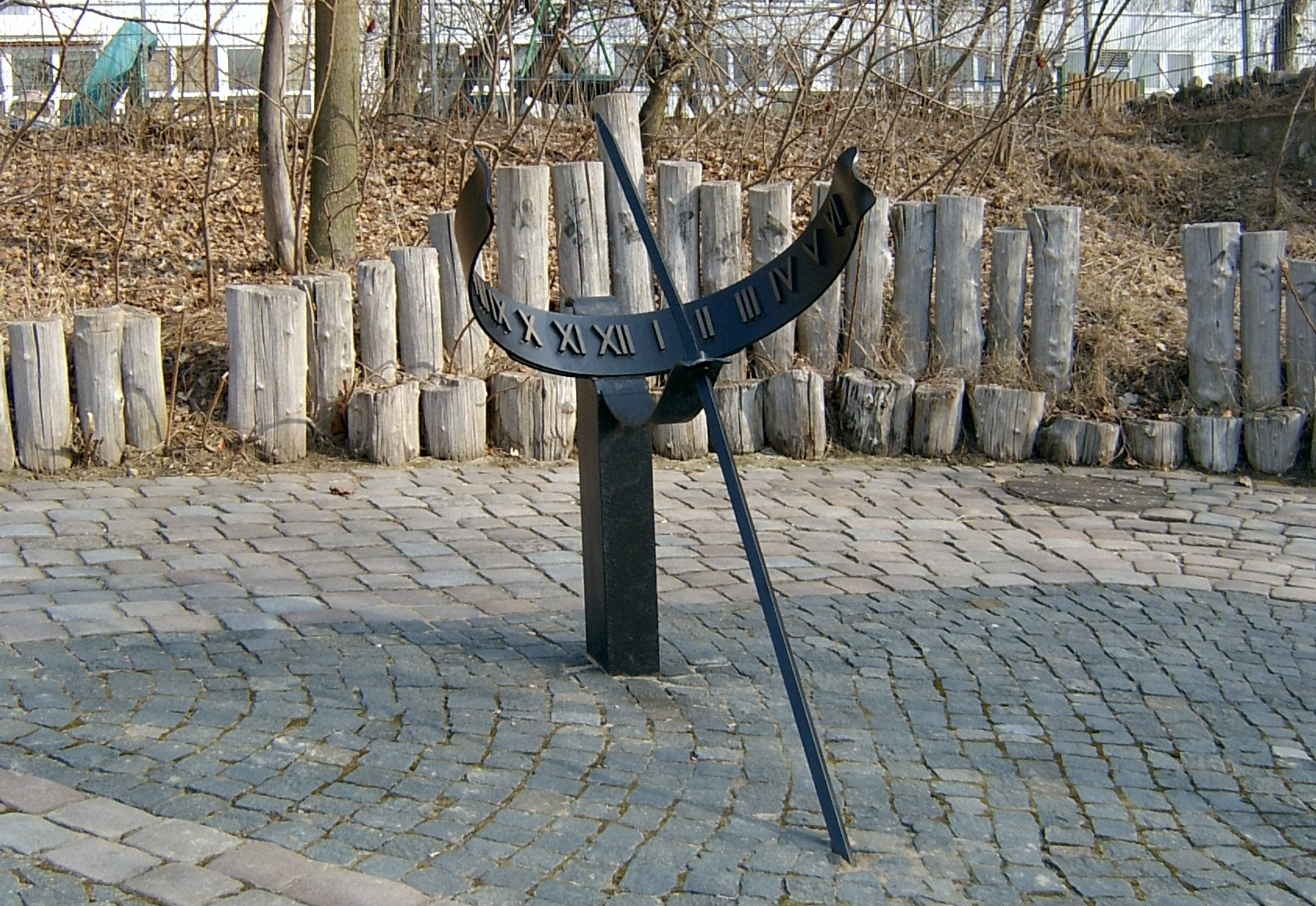
Zegar słoneczny
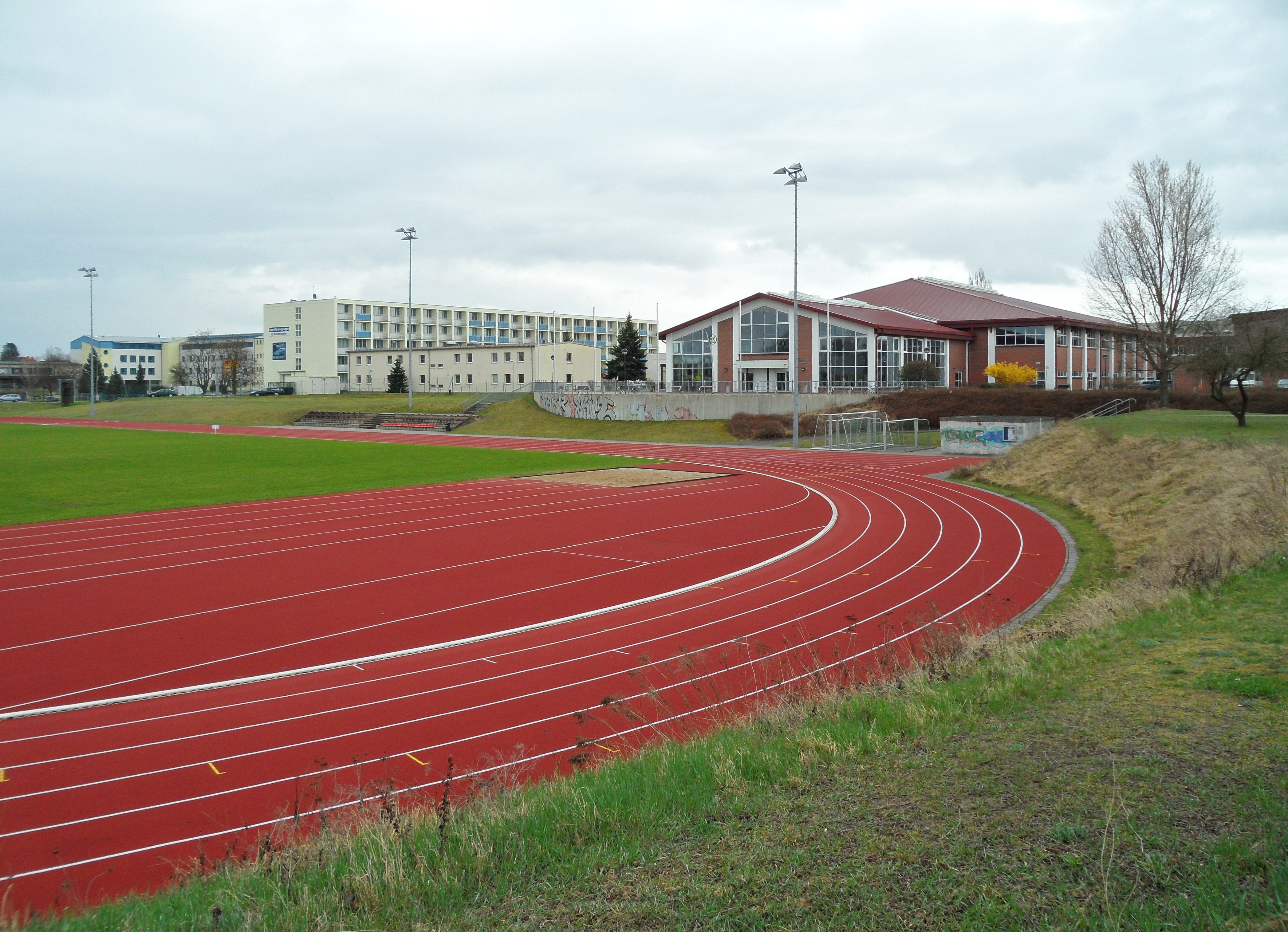
Olimpijskie centrum treningowe